# Johan Brunström
Johan Brunström (Fiskebäckskil, 3 aprile 1980) è un ex tennista svedese.
Specialista nel doppio, ha vinto 5 delle 19 finali ATP disputate e ha raggiunto il 31º del ranking ATP nel marzo 2010.

## Statistiche

### Doppio

#### Vittorie (5)
| Legenda singolare         |
| Grande Slam (0)           |
| ATP World Tour Finals (0) |
| ATP Masters 1000 (0)      |
| ATP World Tour 500 (0)    |
| ATP World Tour 250 (5)    |

| Numero | Data              | Torneo                             | Superficie  | Compagno         | Avversari in finale               | Punteggio           |
| 1.     | 1º agosto 2010    | Allianz Suisse Open Gstaad, Gstaad | Terra rossa | Jarkko Nieminen  | Marcelo Melo Bruno Soares         | 6-3 6(4)–7 [11-9]   |
| 2.     | 25 maggio 2013    | Open de Nice Côte d'Azur, Nizza    | Terra rossa | Raven Klaasen    | Juan Sebastián Cabal Robert Farah | 6–3, 6–2            |
| 3.     | 22 settembre 2013 | Open de Moselle, Metz              | Cemento     | Raven Klaasen    | Nicolas Mahut Jo-Wilfried Tsonga  | 6-4, 7–6(5)         |
| 4.     | 5 gennaio 2014    | Aircel Chennai Open, Chennai       | Cemento     | Frederik Nielsen | Marin Draganja Mate Pavić         | 6-2, 4-6, [10-7]    |
| 5.     | 13 luglio 2014    | Swedish Open, Båstad               | Terra rossa | Nicholas Monroe  | Jérémy Chardy Oliver Marach       | 4-6, 7–6(5), [10-7] |

#### Finali perse (14)
| Legenda doppio            |
| Grande Slam (0)           |
| ATP World Tour Finals (0) |
| ATP Masters 1000 (0)      |
| ATP World Tour 500 (0)    |
| ATP World Tour 250 (14)   |

| Numero | Data              | Torneo                                     | Superficie  | Compagno           | Avversari in finale                  | Punteggio              |
| 1.     | 7 luglio 2008     | Swedish Open, Båstad                       | Terra rossa | Jean-Julien Rojer  | Jonas Björkman Robin Söderling       | 2-6, 2-6               |
| 2.     | 12 ottobre 2008   | Stockholm Open, Stoccolma                  | Cemento (i) | Michael Ryderstedt | Jonas Björkman Kevin Ullyett         | 1-6, 3-6               |
| 3.     | 3 maggio 2009     | Serbia Open, Belgrado                      | Terra rossa | Jean-Julien Rojer  | Łukasz Kubot Oliver Marach           | 2-6, 6(3)–7            |
| 4.     | 14 giugno 2009    | Ordina Open, 's-Hertogenbosch              | Erba        | Jean-Julien Rojer  | Wesley Moodie Dick Norman            | 6(3)–7, 7–6(8), [5-10] |
| 5.     | 27 luglio 2009    | Croatia Open Umag, Umago                   | Terra rossa | Jean-Julien Rojer  | František Čermák Michal Mertiňák     | 4-6, 4-6               |
| 6.     | 21 settembre 2009 | BCR Open Romania, Bucarest                 | Terra rossa | Jean-Julien Rojer  | František Čermák Michal Mertiňák     | 2-6, 4-6               |
| 7.     | 24 ottobre 2010   | Stockholm Open, Stoccolma                  | Cemento (i) | Jarkko Nieminen    | Eric Butorac Jean-Julien Rojer       | 3-6 4-6                |
| 8.     | 15 gennaio 2011   | Heineken Open, Auckland                    | Cemento     | Stephen Huss       | Marcel Granollers Tommy Robredo      | 4–6, 6(6)–7            |
| 9.     | 10 luglio 2011    | Hall of Fame Tennis Championships, Newport | Erba        | Adil Shamasdin     | Matthew Ebden Ryan Harrison          | 6–4, 3–6, [5–10]       |
| 10.    | 23 settembre 2012 | Open de Moselle, Metz                      | Cemento (i) | Frederik Nielsen   | Nicolas Mahut Édouard Roger-Vasselin | 6(3)–7, 4-6            |
| 11.    | 12 gennaio 2013   | Heineken Open, Auckland                    | Cemento     | Frederik Nielsen   | Colin Fleming Bruno Soares           | 6(1)–7, 6(2)–7         |
| 12.    | 10 febbraio 2013  | Open Sud de France, Montpellier            | Cemento (i) | Raven Klaasen      | Marc Gicquel Michaël Llodra          | 3–6, 6–3, [9–11]       |
| 13.    | 29 settembre 2013 | Thailand Open, Bangkok                     | Cemento (i) | Tomasz Bednarek    | Jamie Murray John Peers              | 3-6, 6-3, [6-10]       |
| 14.    | 7 agosto 2016     | Atlanta Open, Atlanta                      | Cemento     | Andreas Siljeström | Andrés Molteni Horacio Zeballos      | 6(2)–7, 4-6            |